# Teatro Nevada
El Teatro Nevada (en inglés: Nevada Theatre) también conocido como el Teatro Cedar (Cedro), está situado en el centro de la ciudad de Nevada, California, Estados Unidos. Se trata del más antiguo edificio teatral en California aún existente.  Sus principales períodos de significación fueron 1850-1874, 1875-1899, 1900-1924, y 1925-1949. Después de que tres pisos del hotel Bailey House, y amplias calles y puentes, se quemaran en 1863, la Asociación de Teatro Nevada comenzó la recaudación de fondos para un nuevo edificio. El Stock se vendía a $ 100 por acción, y una recaudación se celebró en junio de 1865 para cubrir los costos restantes para el rústico edificio victoriano.
En 1957, se cerró debido a una crisis económica, pero más tarde fue comprado a través de donaciones públicas y reabierto en 1968.